# Котис II (сапеи)
Вижте пояснителната страница за други личности с името Котис.
Котис II (на старогръцки: Κότυς, Kotys) е цар на Сапейското царство в Източна Тракия, управлявал от 42 пр.н.е. до 15 г.
Той е син на Раскупорис I. Баща е на Реметалк I и Раскупорис II.